# El único elector
El único elector es el quinto capítulo de la quinta temporada de la serie dramática El ala oeste de la Casa Blanca.

## Argumento
Es el cumpleaños de Josh y su primer regalo es un artículo del The Washington Post ironizando sobre su gestión en el gobierno, convirtiéndolo en el senador número 101. Además, deberá hacer frente a senador conservador de Idaho, el demócrata conservador Chris Carrick (interpretado por Tom Skerritt). Este, de manera maquiavélica, pretende boicotear el ascenso de varios miembros importantes del ejército (y la sustitución en su puesto de Fritzpatrick, el Jefe del Estado Mayor) si no se aprueba un plan para desarrollar unos misiles, parte de los cuales se fabricarían en su estado. 
Por su parte, Will recibe una tentadora oferta por parte del recién aprobado Vicepresidente, Robert “Bingo Bob” Russell, para convertirse en su director de comunicaciones. Toby, al enterarse, le niega su permiso para hacerlo, aunque tendrá que aceptarlo por el bien del gobierno (y por orden de Leo). Además, C.J. intenta evitar a este último por haberse desviado de la línea oficial en relación con un informe de la Agencia de Protección Medioambiental sobre la energía basada en el carbón. El jefe de gabinete ha manipulado un informe eliminando dos párrafos que critican este tipo de energía. Finalmente, tendrá que elaborar un escrito para los medios diciendo que su postura es personal y no la de la Casa Blanca.
Por otro lado, Amy se gana la ira del presidente al exigir demasiados fondos para la prevención de la violencia, tema de agenda de la primera dama, quien no sabe nada al encontrarse en New Hampshire de senderismo junto a Zoey. Toby crea un calendario para mantener la atención sobre el mensaje del gobierno durante la segunda legislatura, algo que le irrita. Josh y Amy sufrirán un distanciamiento en su relación. El primero al ver como el senador se pasa a los republicanos y la segunda pensando que ha sido despedida, sin apoyarse mutuamente. Y es que el Ala Oeste, como dice Amy es letal para las relaciones personales.

## Curiosidades
- Allison Janney quien interpreta a C.J. se queja con ironía de que su personaje no tiene vida social ni amantes.[1]
- El actor Bradley Whitford prefería, en su interior, acabar en brazos de Amy Gardner antes que en los de Donna Moss.[1]

## Premios
- Nominada a la Mejor Serie Dramática en los Premios Emmy.[1]

## Enlaces
- Enlace al Imdb (enlace roto disponible en Internet Archive; véase el historial, la primera versión y la última).
- Guía del Episodio (en inglés)